# Žepna podmornica
Žepna podmornica tudi mini podmornica je podmornica, ki ima izpodriv manjši od 150 ton. Po navadi imajo 6-8 člansko posadko in niso namenjene daljši plovbi po morju. Največkrat se uporabljajo za specialne vojaške misije, se pa uporabljajo tudi v civilne namene. Nekatere (manjše) se da transportirati z velikimi tovornimi letali.
Jugoslovanska vojna mornarica je operirala z žepnimi podmornicami razreda Una, ena od njih je razstavljena v Pivškem vojaškem muzeju.

## Galerija
- Notranjost britanske podmornice razreda X
- Nemška podmornica Seehund (Tip XXVII)
- Italijanska podmornica razreda CB
- Japonska podmornica Tipa A, najdena v Pearl Harbourju
- Žepna podmornica
- Foca I (SA-41) in Foca II
- Britanska podmornica razreda X